# Therion tenuipes
Therion tenuipes är en stekelart som först beskrevs av Norton 1863.  Therion tenuipes ingår i släktet Therion och familjen brokparasitsteklar. Inga underarter finns listade i Catalogue of Life.